# بیرون بیرون (ترانه)
«بیرون بیرون» (به انگلیسی: Out Out) ترانه‌ای دیجی‌های بریتانیایی جوئل کوری و جکس جونز با خوانندگی خوانندهٔ بریتانیایی چارلی ایکس‌سی‌ایکس و رپر آمریکایی سوئیتی می‌باشد که در ۱۳ اوت سال ۲۰۲۱ از سوی اسایلم رکوردز انگلیس منتشر گردید. همچنین این ترانه در جدول تک‌آهنگ‌های بریتانیا به رتبهٔ ۶ دست یافت.